# Harthwald

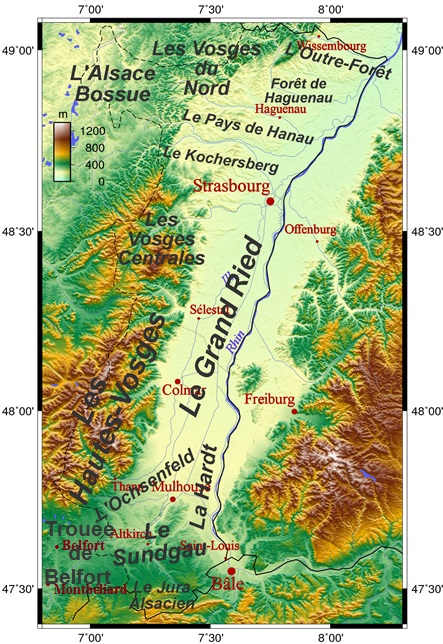
Die Harth (unten), einer der Naturräume des Elsass

Der Harthwald (auch die „Harth“, „Hardt“ oder der „Hardtwald“, frz. Forêt de la Harth oder Forêt de la Hardt) ist ein größtenteils zusammenhängendes Waldgebiet in der südöstlichen elsässischen Oberrheinebene zwischen Mülhausen und dem Rhein. Das sich ursprünglich auf ganzer Länge zwischen Basel und Neuf-Brisach ausdehnende Waldgebiet endet heute im Norden ungefähr auf der Höhe von Roggenhouse, im Süden im Bereich von Bartenheim. Das Gebiet hat eine Größe von 13.040 ha und eine Ausdehnung von etwa 45 km Länge in Nord-Süd-Richtung sowie etwa 7,5 km Breite in Ost-West-Richtung. Es wurde 2005 zur Zone de Protection speciale (ZPS – besonderes Schutzgebiet) innerhalb des EU-Projekts Natura 2000 erklärt.
Östlich zum Rhein hin wird heute auf einigen Kilometern der Aue Mais angebaut, so dass das Waldgebiet hier der Landwirtschaft weichen musste. Zahlreiche Gemarkungsnamen deuten jedoch noch auf die ursprünglich größere Ausdehnung des Gebietes hin, so der Canal de la Harth, ein von Neuf-Brisach nach Süden führender Bewässerungskanal, der östlich davon gelegene kleinere Hardtwald, der als Rest stehen geblieben ist, oder das Hardtfeld, das heute ackerbaulich genutzt wird.
Der Harthwald wird von zahlreichen Verkehrsachsen durchzogen, so von den französischen Autobahnen A35 (E 25/E 60) und A36 (E 54), der Départementsstraße D 39, den Bahnstrecken Müllheim – Mülhausen und Basel – Mülhausen, zwei Ästen des Canal du Rhône au Rhin und mehreren Nebenstraßen.
Der Harthwald war ursprünglich Jagdrevier der Oberschichten von Mülhausen und Neuf-Brisach. Darauf deuten die langen Erschließungsschneisen, einige Ortsnamen („Salzlecke“ zum Anlocken von Tieren, „Schlossweg“ mit Blick Richtung Westen) sowie die zahlreichen Jagdhütten hin. Das für die Bauern zur Abholzung verbotene Waldgebiet wurde geschickt an der im Elsass landwirtschaftlich ungünstigsten Stelle ausgewählt: grober Schotter im Untergrund ohne Lößauflage dominiert das Gebiet. Der Rhein brachte zum Ende der Würmeiszeit große Mengen Schotter mit, von denen die gröbsten am wenigsten weit von den Alpengletschern wegtransportiert werden konnten. Daher lagerten sie sich, nach Norden hin feiner werdend, im Oberrheingraben ab und erschweren bis heute die Landwirtschaft dort, wo sie trotz der Umstände praktiziert wird. Nördlich des Harthwalds dominieren künstlich bewässerte Maisfelder das Landschaftsbild, die in den letzten Jahrzehnten je nach technischem Fortschritt bei Bewässerungsanlagen nach Süden in den Harthwald einschnitten. Das heutige Kerngebiet blieb jedoch bislang verschont.